# Браян Тумі
Браян Тумі (англ. Brian Toomey) — ірландський майстер карате, 7-й дан, головний інструктор IJKA Ireland, генеральний секретар Міжнародної асоціації карате Японії (IJKA) та континентальний керівник IJKA в Європі. Відомий своїм внеском у розвиток шотокан карате, зокрема стилів Асаї-рю та Като-рю, а також активною діяльністю у сфері інклюзивного карате.

## Біографія
Браян Тумі розпочав заняття карате у 1973 році в клубі Fermoy Karate Club під керівництвом Тома Аббернетті. У лютому 1975 року склав іспити на 9-й та 8-й кю під керівництвом сенсея Като. У 1978 році отримав ступінь шодан від сенсея Каназави, а наступні ступені — нідан (1980), сандан (1983) та йондан (1988) — також під його наставництвом. Пізніше під керівництвом сенсея Като здобув ступені годан (1998), рокудан (2005) та січідан (2013).

## Кар'єра та досягнення
У 1995 році Тумі був призначений головним інструктором IJKA Ireland та генеральним секретарем IJKA Europe. З 2007 року обіймає посаду генерального секретаря IJKA Worldwide. У жовтні 2023 року його було одноголосно обрано континентальним керівником IJKA в Європі.
Тумі активно бере участь у міжнародних семінарах та чемпіонатах як інструктор, суддя та спортсмен. У 2013 році здобув титул чемпіона світу серед ветеранів у ката на відкритому чемпіонаті IJKA в Болгарії. У 2022 році отримав бронзову медаль у категорії "ката 60+" на чемпіонаті світу SKDUN у Чехії.

## Внесок у розвиток карате
Браян Тумі є одним із провідних експертів у світі з ката стилів Асаї-рю та Като-рю. Він активно працює над збереженням спадщини своїх наставників, зокрема шихана Асаї Тецухіко та шихана Като Садашіге.
Тумі також відомий своєю діяльністю у сфері інклюзивного карате. Після впровадження карате для осіб з інвалідністю шиханом Асаї, Тумі активно просуває цю ініціативу в Ірландії та інших країнах, підкреслюючи, що "карате — для всіх".

## Fermoy Karate Club
Fermoy Karate Club, де Тумі розпочав свою кар'єру, є одним із провідних центрів карате в Ірландії. Під його керівництвом клуб досяг значних успіхів на міжнародній арені. Зокрема, у 2022 році члени клубу здобули п'ять медалей на 11-му чемпіонаті Європи SKDUN у Сербії.

## Визнання
У 2014 році мерія графства Корк влаштувала урочистий прийом для національної збірної IJKA Ireland, яку очолював Тумі, на честь їхнього успіху на чемпіонаті світу в Польщі, де команда здобула 88 медалей.